# دن‌بومل
دن‌بومل (به هلندی: Den Bommel) یک منطقهٔ مسکونی در هلند است که در خوری-افرفلاکی واقع شده‌است. دن‌بومل ۱٬۷۲۹ نفر جمعیت دارد.